# Landouzy (rivière)
Pour les articles homonymes, voir Landouzy.
Le Landouzy est une rivière de l'Aisne qui se jette dans le Vilpion. Le Vilpion se jette dans la Serre, un sous-affluent de la Seine par l'Oise.

## Géographie
Le Landouzy prend sa source à Landouzy-la-Ville. La rivière traverse Landouzy-la-Cour, Thenailles et conflue à Vervins après un parcours vers le Vilpion. La longueur de son cours est de 9 km.

## Affluent
Il ne possède pas d'affluent référencé. Son rang de Strahler est donc de un.